# Marie Fredriksson
Marie Fredriksson (født Gun-Marie Frederiksson 30. maj 1958 i Össjö, Skåne, død 9. december 2019) var en svensk sangerinde, der var mest kendt for at udgøre halvdelen af duoen Roxette, som hun dannede med Per Gessle i 1986. Duoen opnåede stor international succes fra slutningen af 1980'erne til begyndelsen af 1990'erne og hittede bl.a. med "It Must Have Been Love", der var med på soundtracket til filmen Pretty Woman.
Allerede inden Roxette var Fredriksson imidlertid slået igennem som soloartist med visepop og rock. Hendes første store hit var "Ännu doftar kärlek" fra debutalbummet Het vind, der udkom i 1984. Hun fik hjælp af sangskrivere som Ulf Lundell og Niklas Strömstedt. Lasse Lindbom indtog tidligt en vigtig rolle som producer, musiker og sangskriver, men ad åre tog Marie Fredriksson større ansvar for sine produktioner lige fra tekster, melodier, arrangement og produktion. Teksterne prægedes i 1980'erne af stærke naturlyriske indslag, mens de i 1990'erne blev mere spirituelle, f.eks. i hittet "Tro" fra 1996. I løbet af 1990'erne aftog det rockede islæt noget til fordel for et mere ballade-agtigt præg.
I 1986 dannede hun Roxette sammen med Per Gessle. Det første album, Pearls of Passion, var tiltænkt et internationalt publikum, hvilket det dog ikke nåede. I Sverige blev det imidlertid populært. Med opfølgeren Look Sharp! i 1988, der indeholdt sange som "Dressed for Success", "Listen to Your Heart" og "The Look", kom det internationale gennembrud. Sangen "It Must Have Been Love" blev udgivet to gange; som en julesang i 1987 og igen i 1990, hvor den indgik på soundtracket til Pretty Woman. Marie Fredrikssons bidrag til Roxette har primært været som sanger, mens musik og tekst er skrevet af Per Gessle. Nogle sange var dog delvist forfattet af Fredriksson.
I september 2002 fik Frederiksson konstateret en malign tumor i hjernen, men blev helbredt. På soloalbummet The Change fra 2004 beskriver hun sine tanker under sygdomsforløbet. I sommeren 2010 gav Fredriksson sammen med Gessle de første optrædener efter sygdommen. De fremførte bl.a. sangen "The Look" til hyldestkoncerten forud for kronprinsesse Victoria og prins Daniels bryllup, ligesom de gav to koncerter i Sverige, en i Norge og en i Tivoli i København.
Marie Fredriksson var gift med musikeren Mikael Bolyos, med hvem hun havde to børn.

## Solodiskografi
- Het vind – 1984
- Den sjunde vågen – 1985
- Efter stormen – 1987
- Den ständiga resan – 1992
- I en tid som vår – 1996
- Äntligen – 2000 (opsamling)
- The Change – 2004
- Min bäste vän – 2006
- Tid för tystnad – 2007 (opsamling)
- Nu! – 2013